# Senátní obvod č. 49 – Blansko
Senátní obvod č. 49 – Blansko je podle zákona č. 247/1995 Sb. tvořen celým okresem Blansko a severní částí okresu Brno-venkov, ohraničenou na západě obcemi Běleč, Ochoz u Tišnova a Lomnice, a na jihu obcemi Štěpánovice, Lomnička, Železné, Drásov, Čebín, Moravské Knínice a Vranov.
Současnou senátorkou je od roku 2016 Jaromíra Vítková, členka KDU-ČSL. V Senátu je členkou Senátorského klubu KDU-ČSL a nezávislí. Dále působí jako místopředsedkyně Výboru pro vzdělávání, vědu, kulturu, lidská práva a petice.

## Senátoři

Libor Pavlů
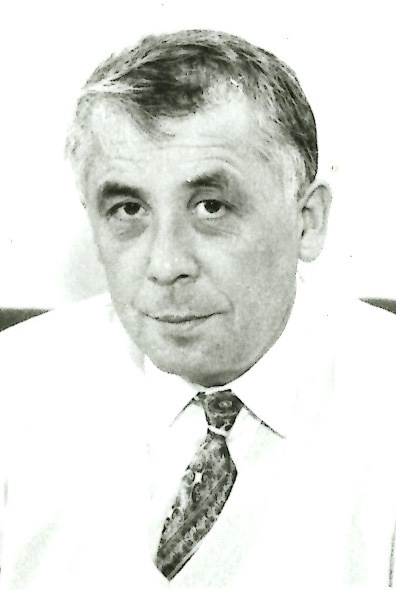
Stanislav Bělehrádek
Vlastimil Sehnal
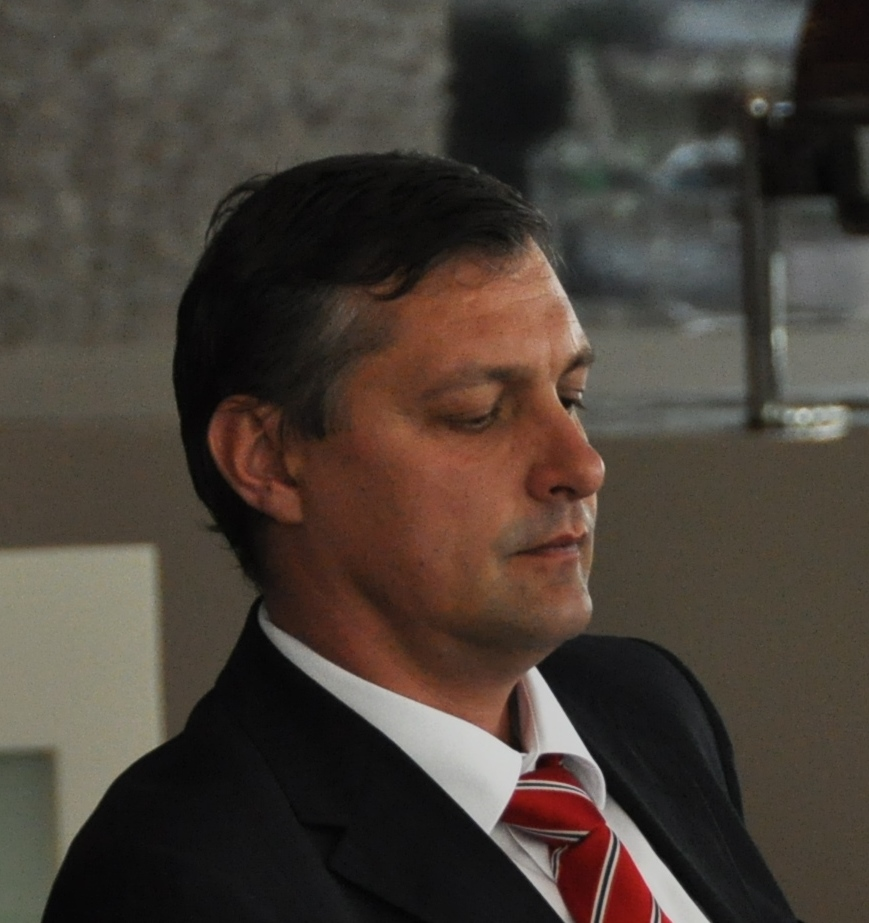
Jozef Regec
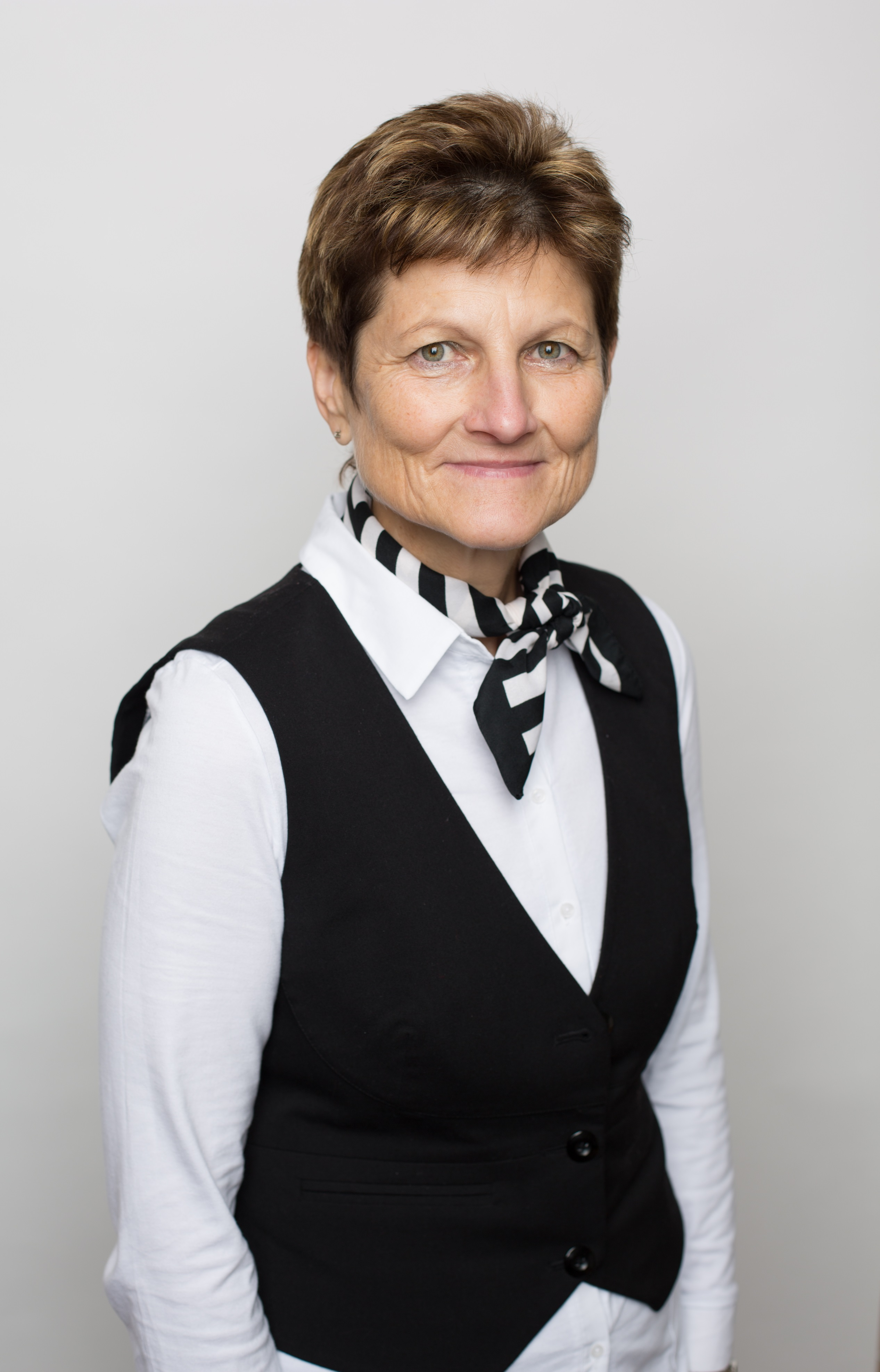
Jaromíra Vítková

| Volby | Volby                | Senátor                   | Volební strana | Navrhující strana | Politická příslušnost | Odkaz  |
| ----- | -------------------- | ------------------------- | -------------- | ----------------- | --------------------- | ------ |
|       | 1996                 | Ing. Libor Pavlů          | ČSSD           | ČSSD              | ČSSD                  | profil |
|       | 1998                 | Ing. Stanislav Bělehrádek | 4KOALICE       | 4KOALICE          | KDU-ČSL               | profil |
|       | 2004                 | Vlastimil Sehnal          | ODS            | ODS               | ODS                   | profil |
|       | 2010                 | Jozef Regec               | ČSSD           | ČSSD              | ČSSD                  | profil |
|       | 2016                 | Ing. Jaromíra Vítková     | KDU-ČSL        | KDU-ČSL           | KDU-ČSL               | profil |
| 2022  | KDU-ČSL, ODS, TOP 09 | Ing. Jaromíra Vítková     | profil         | KDU-ČSL           | KDU-ČSL               |        |

## Volby

### Rok 1996
| Kandidát | Kandidát                      | Volební strana | Navrhující strana | Politická příslušnost | Počet hlasů (1. kolo) | %     | Počet hlasů (2. kolo) | %     |
| -------- | ----------------------------- | -------------- | ----------------- | --------------------- | --------------------- | ----- | --------------------- | ----- |
|          | Ing. Libor Pavlů              | ČSSD           | ČSSD              | ČSSD                  | 8 039                 | 21,54 | 18 762                | 53,92 |
|          | Stanislav Frantel             | ODS            | ODS               | ODS                   | 10 035                | 26,89 | 16 035                | 46,08 |
|          | Ing. Jiří Bebar               | KSČM           | KSČM              | KSČM                  | 6 289                 | 16,85 | —                     | —     |
|          | prof. Ing. Josef Hromas, CSc. | KDU-ČSL        | KDU-ČSL           | BEZPP                 | 6 141                 | 16,46 | —                     | —     |
|          | RNDr. Pavel Henek             | ODA            | ODA               | ODA                   | 3 413                 | 9,15  | —                     | —     |
|          | Josef Vybíhal                 | SŽJ            | SŽJ               | SŽJ                   | 2 162                 | 5,79  | —                     | —     |
|          | Ing. Petr Kavan               | MSLK_96        | MOR_SLEZ          | HSMS-MNSj             | 1 239                 | 3,32  | —                     | —     |

### Rok 1998
| Kandidát | Kandidát                  | Volební strana | Navrhující strana | Politická příslušnost | Počet hlasů (1. kolo) | %     | Počet hlasů (2. kolo) | %     |
| -------- | ------------------------- | -------------- | ----------------- | --------------------- | --------------------- | ----- | --------------------- | ----- |
|          | Ing. Stanislav Bělehrádek | 4KOALICE       | 4KOALICE          | KDU-ČSL               | 16 587                | 39,72 | 12 835                | 64,56 |
|          | Ing. Jiří Drápela         | ČSSD           | ČSSD              | ČSSD                  | 9 380                 | 22,46 | 7 045                 | 35,44 |
|          | Ing. Jiří Bebar           | KSČM           | KSČM              | KSČM                  | 8 105                 | 19,41 | —                     | —     |
|          | Stanislav Frantel         | ODS            | ODS               | ODS                   | 7 685                 | 18,40 | —                     | —     |

### Rok 2004
| Kandidát | Kandidát                        | Volební strana | Navrhující strana | Politická příslušnost | Počet hlasů (1. kolo) | %     | Počet hlasů (2. kolo) | %     |
| -------- | ------------------------------- | -------------- | ----------------- | --------------------- | --------------------- | ----- | --------------------- | ----- |
|          | Vlastimil Sehnal                | ODS            | ODS               | ODS                   | 6 434                 | 21,22 | 13 440                | 54,76 |
|          | JUDr. Zuzka Bebarová-Rujbrová   | KSČM           | KSČM              | KSČM                  | 7 153                 | 23,59 | 11 102                | 45,23 |
|          | PaedDr. Zdeněk Peša             | SNK, NPM       | NPM               | BEZPP                 | 5 737                 | 18,92 | —                     | —     |
|          | Ing. Stanislav Kamba            | KDU-ČSL        | KDU-ČSL           | KDU-ČSL               | 5 547                 | 18,29 | —                     | —     |
|          | Ing. Lubomír Toufar             | ČSSD           | ČSSD              | ČSSD                  | 3 261                 | 10,75 | —                     | —     |
|          | Ing. Jaroslav Bernášek          | ED             | ED                | BEZPP                 | 1 422                 | 4,69  | —                     | —     |
|          | Marie Salm-Reifferscheidt-Raitz | KČ             | KČ                | KČ                    | 521                   | 1,71  | —                     | —     |
|          | Jiří Riegert                    | NEZ            | NEZ               | BEZPP                 | 242                   | 0,79  | —                     | —     |

### Rok 2010
| Kandidát | Kandidát                              | Volební strana | Navrhující strana | Politická příslušnost | Počet hlasů (1. kolo) | %     | Počet hlasů (2. kolo) | %     |
| -------- | ------------------------------------- | -------------- | ----------------- | --------------------- | --------------------- | ----- | --------------------- | ----- |
|          | Jozef Regec                           | ČSSD           | ČSSD              | ČSSD                  | 15 541                | 30,62 | 17 389                | 54,32 |
|          | PaedDr. Zdeněk Peša                   | KDU-ČSL        | KDU-ČSL           | BEZPP                 | 10 771                | 21,22 | 14 619                | 45,67 |
|          | Karel Jarůšek                         | ODS            | ODS               | ODS                   | 6 760                 | 13,31 | —                     | —     |
|          | Stanislav Navrkal                     | KSČM           | KSČM              | KSČM                  | 5 353                 | 10,54 | —                     | —     |
|          | Mgr. Ivana Holomková                  | TOP 09         | TOP 09            | TOP 09                | 4 922                 | 9,69  | —                     | —     |
|          | Ing. Josef Mikulášek                  | VV             | VV                | BEZPP                 | 3 662                 | 7,21  | —                     | —     |
|          | prof. MUDr. Jindřich Vomela, CSc.LL.M | Suverenita     | Suverenita        | BEZPP                 | 2 078                 | 4,09  | —                     | —     |
|          | RNDr. Pavel Henek                     | KONS           | KONS              | KONS                  | 943                   | 1,85  | —                     | —     |
|          | Petr Rožňák                           | SPOZ           | SPOZ              | SPOZ                  | 526                   | 1,03  | —                     | —     |
|          | Dr. Mgr. Bc. Miroslav Lejsek          | FiS            | FiS               | FiS                   | 197                   | 0,38  | —                     | —     |

### Rok 2016
| Kandidát | Kandidát                   | Volební strana | Navrhující strana | Politická příslušnost | Počet hlasů (1. kolo) | %     | Počet hlasů (2. kolo) | %     |
| -------- | -------------------------- | -------------- | ----------------- | --------------------- | --------------------- | ----- | --------------------- | ----- |
|          | Ing. Jaromíra Vítková      | KDU-ČSL        | KDU-ČSL           | KDU-ČSL               | 7 204                 | 18,73 | 10 246                | 61,06 |
|          | MUDr. Jan Machač           | ODS            | ODS               | BEZPP                 | 5 955                 | 15,48 | 6 534                 | 38,93 |
|          | Mgr. Ivo Polák             | ČSSD           | ČSSD              | ČSSD                  | 5 665                 | 14,73 | —                     | —     |
|          | Ing. Mgr. Drago Sukalovský | STAN           | STAN              | STAN                  | 5 237                 | 13,61 | —                     | —     |
|          | Jozef Regec                | SsČR           | SsČR              | BEZPP                 | 4 940                 | 12,84 | —                     | —     |
|          | Ing. Jiří Míšenský         | ANO            | ANO               | ANO                   | 4 245                 | 11,03 | —                     | —     |
|          | Mária Koudelová            | KSČM           | KSČM              | KSČM                  | 3 753                 | 9,75  | —                     | —     |
|          | Robert Štěpánek            | Úsvit          | Úsvit             | BEZPP                 | 1 077                 | 2,80  | —                     | —     |
|          | Jiří Šoltys                | NáS            | NáS               | NáS                   | 380                   | 0,98  | —                     | —     |

### Rok 2022
Ve volbách v roce 2022 obhajovala svůj mandát za koalici SPOLU (ODS, KDU-ČSL, TOP 09) senátorka Jaromíra Vítková. O senátorské křeslo dále usilovalo těchto šest kandidátů: programátor Jiří Rokos z SPD, OSVČ a nestraník za Soukromníky Martin Sklář, starosta Kuřimi a kandidát z voleb v roce 2016 Drago Sukalovský z hnutí STAN, živnostník a člen Pirátů Filip Vítek, starosta Kunštátu Zdeněk Wetter z ČSSD a OSVČ Antonín Žirovnický, který kandidoval jako nestraník za hnutí ANO.
První kolo voleb vyhrála s 30,79 % hlasů Jaromíra Vítková, do druhého kola s ní postoupil Antonín Žirovnický, který obdržel 17,93 % hlasů. Ve druhém kole vyhrála obhajující senátorka Jaromíra Vítová s 65,36 % hlasů.
| Kandidát | Kandidát              | Volební strana       | Navrhující strana | Politická příslušnost | Počet hlasů (1. kolo) | %     | Počet hlasů (2. kolo) | %     |
| -------- | --------------------- | -------------------- | ----------------- | --------------------- | --------------------- | ----- | --------------------- | ----- |
|          | Ing. Jaromíra Vítková | KDU-ČSL, ODS, TOP 09 | KDU-ČSL           | KDU-ČSL               | 15 061                | 30,79 | 14 188                | 65,36 |
|          | Antonín Žirovnický    | ANO                  | ANO               | BEZPP                 | 8 774                 | 17,93 | 7 519                 | 34,63 |
|          | Drago Sukalovský      | STAN                 | STAN              | STAN                  | 6 290                 | 12,85 | —                     | —     |
|          | MVDr. Zdeněk Wetter   | ČSSD                 | ČSSD              | ČSSD                  | 5 764                 | 11,78 | —                     | —     |
|          | Filip Vítek           | Piráti               | Piráti            | Piráti                | 5 366                 | 10,97 | —                     | —     |
|          | Ing. Jiří Rokos       | SPD                  | SPD               | SPD                   | 5 043                 | 10,30 | —                     | —     |
|          | Ing. Martin Sklář     | Soukromníci          | Soukromníci       | BEZPP                 | 2 617                 | 5,35  | —                     | —     |

## Volební účast
|  | nejvyšší volební účast |  | nejnižší volební účast |

| Rok  | % (1. kolo) | % (2. kolo) |
| ---- | ----------- | ----------- |
| 1996 | 39,08       | 36,14       |
| 1998 | 52,01       | 20,33       |
| 2004 | 32,27       | 24,19       |
| 2010 | 51,74       | 30,30       |
| 2016 | 37,63       | 15,73       |
| 2022 | 47,57       | 20,29       |